# Harry S. Morgan
Harry S. Morgan, właściwie Michael Schey (ur. 29 sierpnia 1945 w Essen, zm. 30 kwietnia 2011 w Düsseldorfie) – niemiecki producent, reżyser i aktor filmów pornograficznych, dziennikarz.

## Życiorys

### Wczesne lata
Urodził się w Essen, gdzie w 1966 ukończył Neusprachlichen Gymnasium. Po odbyciu zasadniczej służby wojskowej, pracował przez dwa lata  jako praktykant Jensa Feddersena w redakcji gazety regionalnej „Neue Ruhr Zeitung” w Essen. W tym samym czasie uczęszczał do szkoły dziennikarskiej w Monachium. Następnie pracował trzy lata dla dziennika „Bild” w Zagłębiu Ruhry. W następnych latach pracował jako freelancer dla tygodnika „Der Spiegel”, „Stern” i „Bild am Sonntag”. Studiował fotografię na akademii artystycznej Folkwang-Hochschule w Essen pod kierunkiem profesora Otto Steinerta i był współzałożycielem grupy „Visum”.
Morgan był właścicielem agencji public relations w Düsseldorfie. W ramach raportu magazynu „Der Spiegel” na temat pornografii zetknął się po raz pierwszy z przemysłem pornograficznym w 1972. Zaowocowało to pierwszymi zleceniami o pornografii dla jego agencji. W połowie lat 70. pracował tymczasowo jako fotograf przy filmach porno w okolicach Monachium. Później porzucił agencję, by pracować jako asystent operatora w Bavaria Film w Monachium. Pracował między innymi jako asystent kamery u Josta Vacano. Jego ostatnią produkcją w Bawarii w tej funkcji był czteroczęściowy film historyczny ZDF Wallenstein (1978). W latach 80. pracował jako niezależny reporter aktualności dla RTL.

### Kariera
W 1986 jako reżyser debiutował filmem pornograficznym Happy Video Privat, gdzie przeprowadzał wywiady z „parami z sąsiedztwa” uprawiającymi potem seks w ich domu. Był narratorem Radio Bizarr (1988). Współpracował z francuskim reżyserem Gabrielem Pontello na planie produkcji Heiss am Stiel (1989) i Seksowne kociaki (Teeny Exzesse 8 – Sexy Cats, 1989).
W 1991 wyreżyserował film detektywistyczny Pommes Rot-Weiß z udziałem Danuty Lato.
Związał się m.in. z wytwórnią Videorama. Zrealizował ponad 400 produkcji hardcore, w tym cykle filmów pornograficznych Teeny Exzesse i Maximum Perversum. W jego produkcjach wzięli udział m.in.: Dolly Buster, Vivian Schmitt, Horst Baron, Christoph Clark, Steve Holmes, David Perry, Mick Blue i Rocco Siffredi (Deep Inside Carol Lynn, 1993).
30 kwietnia 2011 nie pojawił się na planie filmowym. Zaniepokojeni współpracownicy otworzyli jego mieszkanie w Düsseldorfie, gdzie znaleźli ciało reżysera. Rzecznik miejscowej policji poinformował, że na miejscu nie znaleziono żadnych śladów morderstwa. Miał 65 lat.

## Nagrody
| Rok  | Nagroda                                | Kategoria                         | Film                                                                                | Rezultat  |
| ---- | -------------------------------------- | --------------------------------- | ----------------------------------------------------------------------------------- | --------- |
| 1997 | Venus Award                            | Najlepszy reżyser serii           | -                                                                                   | Wygrana   |
| 1997 | European X Festival (Bruksela, Belgia) | Najlepsza seria                   | Happy Video Privat: Locker vom Hocker i Happy Video Privat: Zuckerbrot und Peitsche | Wygrana   |
| 1998 | European X Festival (Bruksela, Belgia) | Najlepszy reżyser niemiecki       | -                                                                                   | Wygrana   |
| 2001 | Venus Award                            | Najlepszy reżyser niemiecki       | -                                                                                   | Wygrana   |
| 2002 | Venus Award                            | Najlepszy produkt DVD             | U-Bahn Girls II (Videorama)                                                         | Wygrana   |
| 2004 | European X Festival (Bruksela, Belgia) | Najlepszy reżyser niemiecki       | –                                                                                   | Nominacja |
| 2004 | Venus Award                            | Najlepszy reżyser                 | -                                                                                   | Wygrana   |
| 2004 | Venus Award                            | Najlepszy cover                   | Der Club des anspruchsvollen Herrn (Videorama)                                      | Wygrana   |
| 2007 | Eroticline Award                       | Nagroda za całokształt twórczości | -                                                                                   | Wygrana   |
| 2009 | Erotixxx Award                         | Najlepsza seria niemiecka         | Nachbarin Gerda (Videorama)                                                         | Wygrana   |